# Basiphyllaea
Basiphyllaea é um género botânico pertencente à família das orquídeas (Orchidaceae).

## Espécies
- Basiphyllaea corallicola
- Basiphyllaea hamiltoniana
- Basiphyllaea sarcophylla
- Basiphyllaea wrightii